# Accord de libre-échange entre Singapour et le Sri Lanka
L'accord de libre-échange entre Singapour et le Sri Lanka est un accord de libre-échange signé le 23 janvier 2018 à Colombo, capitale du Sri Lanka. L'accord vise à supprimer environ 80 % des droits de douane entre les deux pays dans un délai de 15 ans.